# Dhing
Dhing è una suddivisione dell'India, classificata come town committee, di 17.841 abitanti, situata nel distretto di Nagaon, nello stato federato dell'Assam. In base al numero di abitanti la città rientra nella classe IV (da 10.000 a 19.999 persone).

## Geografia fisica
La città è situata a 26° 28' 0 N e 92° 28' 0 E e ha un'altitudine di 57 m s.l.m..

## Società

### Evoluzione demografica
Al censimento del 2001 la popolazione di Dhing assommava a 17.841 persone, delle quali 9.130 maschi e 8.711 femmine. I bambini di età inferiore o uguale ai sei anni assommavano a 2.070, dei quali 1.061 maschi e 1.009 femmine. Infine, coloro che erano in grado di saper almeno leggere e scrivere erano 13.043, dei quali 7.137 maschi e 5.906 femmine.